# Saint-Aubin-le-Monial
 Saint-Aubin-le-Monial  ist eine französische Gemeinde mit 266 Einwohnern (Stand 1. Januar 2022) im Département Allier in der Region Auvergne-Rhône-Alpes. Sie gehört zum Arrondissement Moulins und zum Kanton Bourbon-l’Archambault.

## Geographie
Die Gemeinde liegt etwa 25 Kilometer westlich von Moulins. Nachbargemeinden sind:
- Bourbon-l’Archambault im Nordosten,
- Gipcy im Osten,
- Saint-Hilaire im Süden,
- Buxières-les-Mines im Südwesten und
- Ygrande im Westen und Nordwesten.

Quer durch das Gemeindegebiet zieht sich ein kleiner Höhenrücken. Dieser bewirkt, dass die kleinen Bäche im nördlichen Bereich zum Allier Richtung Nordosten entwässern, während die Gewässer im südlichen Teil dem Cher Richtung Westen zustreben. Im Südwesten liegt der Stausee Étang de Chalonnière, der vom Flüsschen Villesavoie gebildet wird, das hier noch Ruisseau de Saint-Hilaire genannt wird.

## Geschichte
Im Jahr 1803 wurden die Gemeinden Saint-Aubin und Bessay-le-Monial zu einer neuen Gemeinde zusammengeschlossen, die im Jahr 1904 den Namen Saint-Aubin-le-Monial erhielt.

## Bevölkerungsentwicklung
| Jahr                       | 1968 | 1975 | 1982 | 1990 | 1999 | 2006 | 2018 |
| Einwohner                  | 403  | 295  | 273  | 269  | 278  | 294  | 269  |
| Quellen: Cassini und INSEE |      |      |      |      |      |      |      |

## Sehenswürdigkeiten
- Kirche St-Jean-Baptiste in Bessay, Reste einer romanischen Kirche aus dem 13. Jahrhundert, Monument historique[1]
- Kirche St-Barnabé

Siehe auch: Liste der Monuments historiques in Saint-Aubin-le-Monial